# 马吉德·那瓦兹
马吉德·乌斯曼·那瓦兹（英語：Maajid Usman Nawaz；1978年11月2日—），英国社会活动家，专栏作家和政治家。他曾是2015年英國大選伦敦漢普斯德和基爾伯恩選區自由民主党议员候选人。他也是反对伊斯兰极端主义智库奎利亞姆基金会的创始人之一和主席。
那瓦兹是伊斯兰极端组织伊扎布特前成员。因参与该组织活动，他于2001年12月在埃及被捕，监禁至2006年释放。在狱期间，他通过阅读人权类书籍并与大赦国际互动（后者将其视作良心犯），获得了思想上的转变。那瓦兹于2007年退出伊扎布特组织，结束了伊斯兰主义生涯，并开始呼吁一种世俗的伊斯兰教。
经此转变，那瓦兹同另一位前极端伊斯兰主义者埃德·侯賽因创立了奎利亞姆基金会。他在亚马逊的畅销自传《激進》（Radical；2012）中讲述个人经历。他从此成长为一名卓著的伊斯兰主义批评家。
那瓦兹会流利的英语，乌尔都语和阿拉伯语。